# Sukth
Sukth là một đô thị trong quận Durrës thuộc hạt Durrës, Albania. Dân số năm 2005 là 13292 người.